# Renia atrimacula
Renia atrimacula är en fjärilsart som beskrevs av Smith 1910. Renia atrimacula ingår i släktet Renia och familjen nattflyn. Inga underarter finns listade.